# Korthornig glansblomfluga
Korthornig glansblomfluga (Orthonevra brevicornis) är en tvåvingeart som först beskrevs av Friedrich Hermann Loew 1843.  Korthornig glansblomfluga ingår i släktet glansblomflugor, och familjen blomflugor.
Artens utbredningsområde är Polen. Arten är reproducerande i Sverige. Inga underarter finns listade i Catalogue of Life.

## Bildgalleri

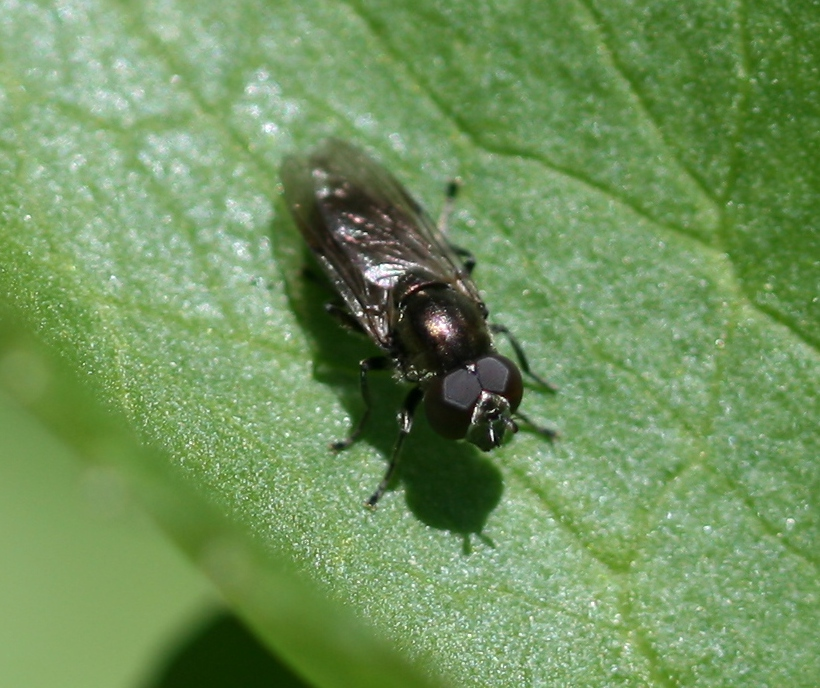
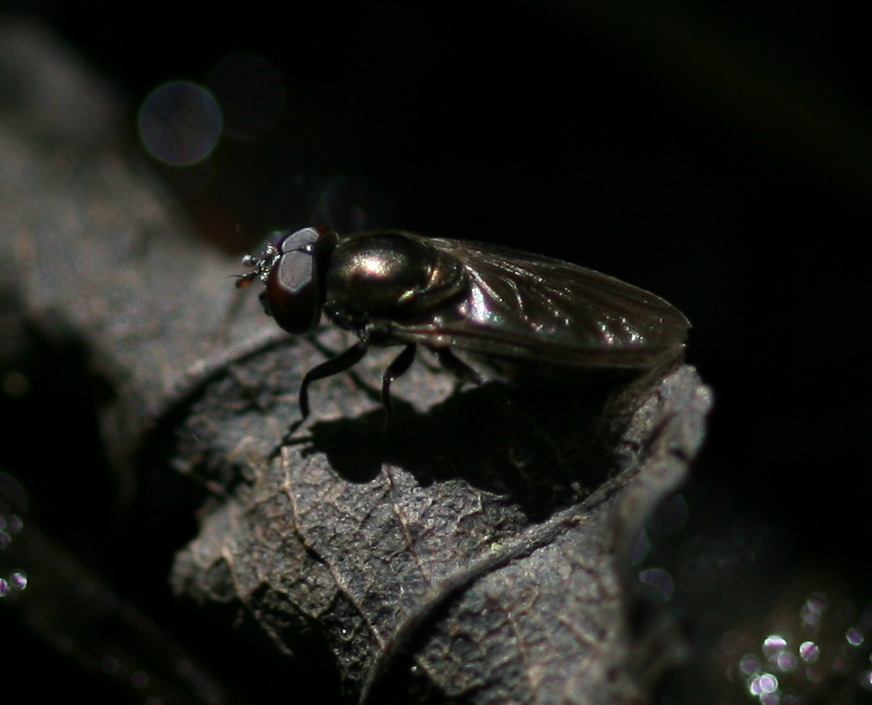
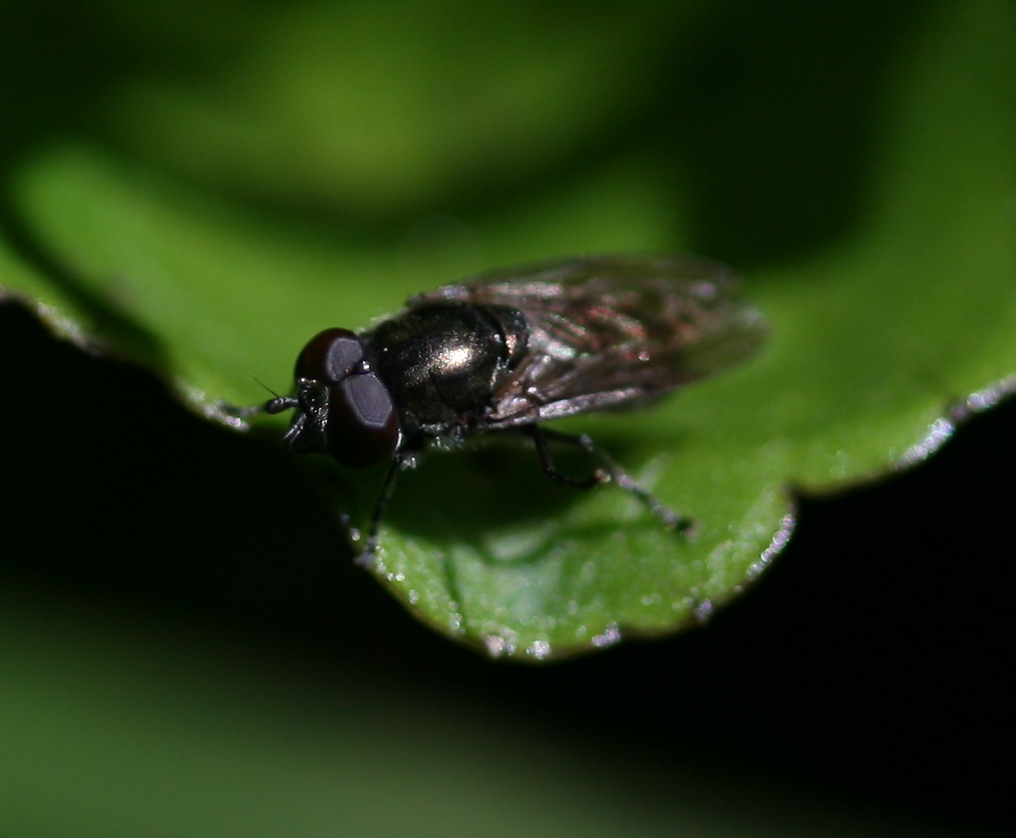